# مقاطعة نيس (كانساس)
مقاطعة نيس (بالإنجليزية: Ness County)‏ هي إحدى المقاطعات في ولاية كانساس، الولايات المتحدة الأمريكية.

## أعلام
- أل بي. هنري